# 라틴팔리스크어군

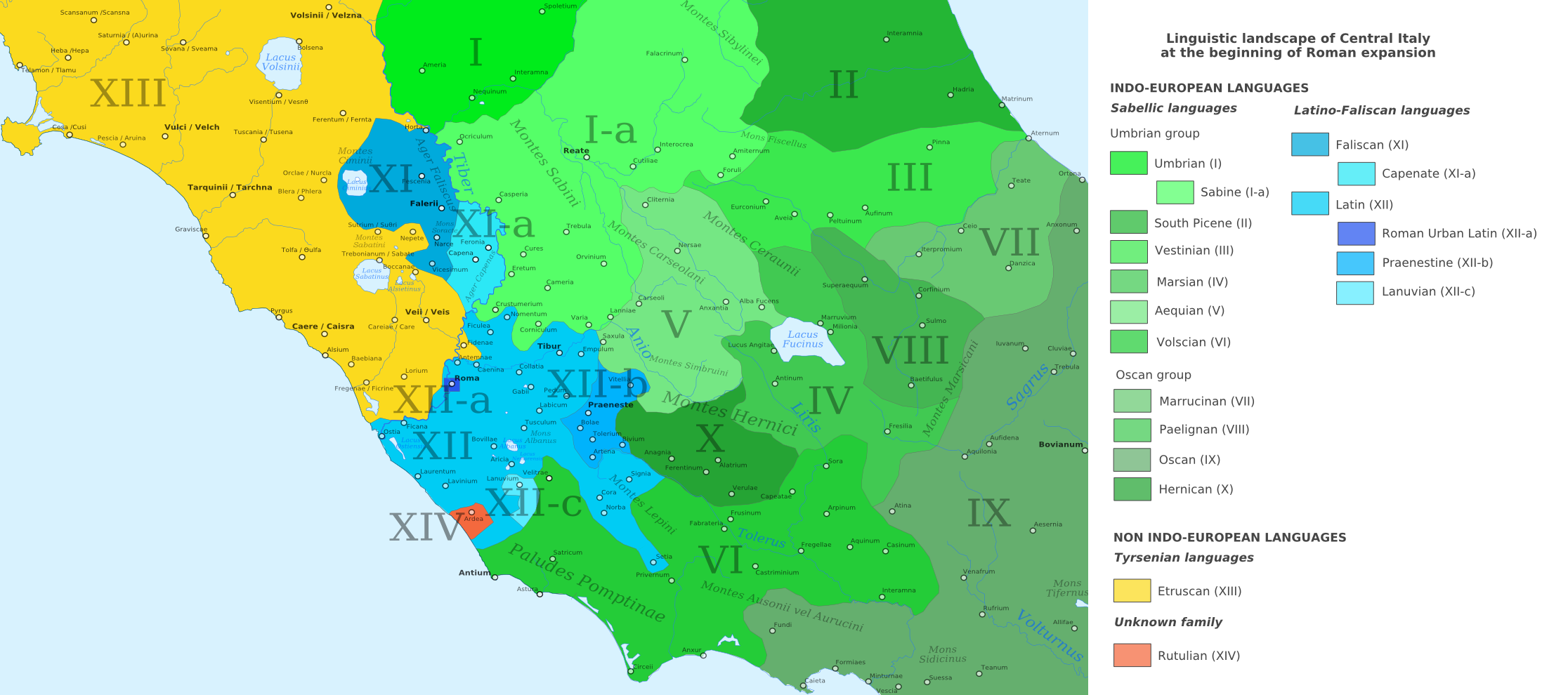
고대 로마 주변의 언어 분포. 푸른색이 라틴-팔리스크어군.

라틴팔리스크어군(영어: Latino-Faliscan languages)은 이탈리아어파의 한 어군으로 기원전 1000년 전후부터 로마 주변에서 사용되었다. 특히 라틴어가 고대 로마와 함께 빠르게 확장하며 다른 언어들을 흡수하여 이탈리아어파의 유일한 생존 언어로 남았고, 오늘날 수많은 로망스어군의 조상 언어가 되었다.

## 분류
- 라틴어
  - 로망스어군
- 팔리스크어†

## 같이 보기
- 이탈리아족